# Raúl González Rodríguez
Pour les articles homonymes, voir Raúl González (homonymie), González et Rodríguez.
Raúl González Rodríguez (né le 29 février 1952 à China) est un athlète mexicain, spécialiste de la marche athlétique. Il est né dans le ranch Las Lajas, commune de China, dans l'État du Nuevo León.
Après trois participations aux Jeux olympiques, ce sont lors des Jeux olympiques d'été de 1984 à Los Angeles qu'il signe ses deux podiums. Il termine second du 20 km marche derrière son compatriote Ernesto Canto. Une semaine plus tard il remporte la médaille d'or du 50 km avec le temps de 3 h 37 min 26 s.